# Keramični mozaik iz Hanoja
 Keramični mozaik iz Hanoja, tudi Hanojska keramična mozaična stena ali Hanojska keramična cesta (vietnamsko Con đường Gốm sứ) je keramična mozaična stena vzdolž zidov sistema nasipov Rdeče reke v mestu Hanoj v severnem Vietnamu.
Z dolžino približno 6,5 kilometrov je Keramična cesta eden glavnih projektov, ki so bili razviti ob tisočletnici Hanoja.

## Zgodovina
Keramična cesta v Hanoju je nastal pri novinarki Nguyễn Thu Thủy, ki je prejela nagrado na arhitekturnem natečaju v Hanoju za svojo idejo o preoblikovanju sistema nasipov okoli Hanoja v keramični mozaik.
Okrasna dela so se začela leta 2007 za nasipni zid, dolg približno 6000 m in visok 0,95 m, ki poteka vzdolž ceste Âu Cơ, Nghi Tàm, Yên Phụ, Trần Nhật Duật, Trần Quang Khải, Trần Khánh Dư in se konča na pomolu mostu Long Biên. Podprla jo je fundacija Ford, ki je financirala prvih 450 metrov stene ter načrtovanje, usposabljanje in infrastrukturo, potrebno za dokončanje projekta. Keramična cesta naj bi bila dokončana leta 2010 v počastitev tisočletnice Hanoja oktobra 2010 (vietnamsko Đại lễ 1000 năm Thăng Long – Hà Nội).
Pri dekoraciji niso sodelovali le vietnamski umetniki, ampak tudi tuja veleposlaništva in kulturni centri v Hanoju, kot so Goethe-Institut, Alliance française L'espace, British Council, Società Dante Alighieri Dalte Center ter drugi kulturni centri Rusije in Juga. Koreja.

## Opis
Mozaična stenska poslikava je izdelana iz keramičnih teser, ki so izdelek Bát Trànga, bližnje vasi, znane po porcelanu Bát Tràng.
Vsebina mozaika predstavlja okrasne vzorce iz različnih obdobij v zgodovini Vietnama: kultura Phùng Nguyên; kultura Đông Sơn; dinastija Lý; dinastija Trần; dinastija Lê in dinastija Nguyễn. Na steno so vključena tudi dela sodobne umetnosti, slike Hanoja in otroške risbe.

### Guinnessova knjiga rekordov
Gospa  Nguyễn Thu Thủy je dejala, da si bo projekt prizadeval za uvrstitev v Guinnessovo knjigo rekordov za največji keramični mozaik na svetu do leta 2010.
5. oktobra 2010 je sodnica Guinnessove knjige rekordov Beatriz Fernandez opravila uradni pregled keramičnega mozaika iz Hanoja, da bi potrdila njegove dimenzije in zagotovila upoštevanje strogih smernic v zvezi z rekordom. Gospa Fernandez je potrdila, da je na 3850 linearnih metrov (6950 m²) Hanoi Ceramic Mosaic Mural največji keramični mozaik na svetu in je prejel certifikat Guinnessove knjige rekordov.
Čilski umetnik Alexandro Mono Gonzalez je 18. septembra 2017 dokončal nov segment mozaika. Drug segment o Šrilanki je sponzoriralo šrilanško veleposlaništvo in je bil dokončan 22. januarja 2019. Pričakuje se, da bo na novo zgrajenem delu betonskega nasipa tudi poslikava, saj je 900 metrov dolg odsek trenutno prazen in napaden z grafiti.

## Galerija
- Vzdolž Hanojske kramične ceste
- Mural obnovljen leta 2015
- Počastitev tisočletnice Hanoja leta 2010
- Pogled na Hanojsko kramično cesto